# Mermessus formosus
Mermessus formosus là một loài nhện trong họ Linyphiidae.
Loài này thuộc chi Mermessus. Mermessus formosus được Alfred Frank Millidge miêu tả năm 1987.